# Umara ibn Wathima
Umara ibn Wathima ibn Mūsā ibn al-Furāt al-Fārisī (mort le 4 juin 902) est un historien médiéval musulman. 
Presque toujours mentionné avec son père Wathima ibn Mussa, plus célèbre, par les biographes, peu de choses sont connues sur sa vie. Né à Fostat, il est connecté à d'autres savants égyptiens et fait partie des disciples d'importants maitres égyptiens, comme ibn Salih al-Djuhani. Il est l'auteur d'une compilation sur l'histoire des prophètes bibliques, le Kitab bad al-khalq wa-qissàs al-anbiyà.